# Batalla de Rancho Nuevo
La Batalla de Rancho Nuevo es el nombre con el que se le conoce, por parte de los zapatistas, a los enfrentamientos sufridos entre el Ejército Mexicano y el Ejército Zapatista de Liberación Nacional del 1 al 2 de enero de 1994 en Rancho Nuevo, Chiapas.

## Inicios
Después de la toma de San Cristóbal de las Casas por las tropas zapatistas, tras el saqueo a centros comerciales y al palacio municipal, abandonaron esta posición y se replegaron a las afueras de la ciudad, donde atacaron un penal y liberaron a 179 presos, a los que invitaron a unirse en sus filas y estos al negarse, fueron obligados a rendirse. Es ahí donde el EZLN se decide a atacar la XXXI Zona Militar en Rancho Nuevo, con lo que se inicia la segunda fase de su campaña, la de confrontación directa con el ejército federal mexicano.

## Desarrollo
Durante el encuentro se llevan a cabo varias escaramuzas, mientras que el ataque general zapatista comienza a las 7:00 a. m. del 1 de enero de 1994, desde tres frentes distintos, en donde se llevaron a cabo intercambios de fusilería y morteros entre ambos bandos. Dado que por motivo de la festividad del 1 de enero, casi todo el batallón se encontraba de descanso, la guardia de aproximadamente 14 soldados que había quedado en la Zona militar se atrincheró en las instalaciones principales de la Zona Militar, hasta que fueron llegando refuerzos lo que obligó la retirada zapatista.

## Conclusiones
Al final del combate la Secretaría de la Defensa Nacional reportó 5 militares muertos y seis heridos, así como 24 zapatistas muertos y muchos heridos, sin embargo datos actuales arrojan estimaciones de 17 muertos por parte del EZLN, 30 heridos y 56 capturados, esto a decir que el EZLN dice haber perdido solo 9 elementos y el ejército solo seis, sin saber por los dos bandos datos concretos por esta parte.